# Maurice Barrier
Pour les articles homonymes, voir Barrier.
Ne doit pas être confondu avec Ricet Barrier.
Maurice Barrier est un acteur et chanteur français né le 8 juin 1932 à Malicorne (Sarthe) et mort le 12 avril 2020 à Montbard (Côte-d'Or).

## Biographie

### Carrière
Fils d'un ébéniste, Maurice Jean Étienne Barrier commence à travailler dans l'atelier de son père. Alors qu'il se trouve à Rennes, âgé de 28 ans, il rencontre des pensionnaires de la Comédie de l'Ouest et fait ses débuts sur scène dans Caligula d'Albert Camus.
Il interprète l'un de ses premiers rôles marquants à la télévision dans La Prise de pouvoir par Louis XIV de Roberto Rossellini en 1966. Par la suite, il incarne notamment Paul Gauguin dans une série consacrée au peintre, réalisée par Roger Pigaut en 1975, et Joseph Staline dans le téléfilm Staline-Trotsky : Le Pouvoir et la Révolution d'Yves Ciampi en 1979.
Fameux « second couteau » du cinéma français, notamment dans Le Grand Blond avec une chaussure noire, Deux Hommes dans la ville, Flic Story, La Victoire en chantant, Coup de tête ou Le Retour de Martin Guerre, il joue entre autres aux côtés de Jean-Paul Belmondo, Jean Gabin, Alain Delon, Pierre Richard, Gérard Depardieu et Gérard Jugnot. Après avoir enchaîné grosses productions et films d'auteur comme Rue du départ dans les années 1980, il se fait depuis plus rare au cinéma.
En 1980, il crée le rôle de Jean Valjean dans la comédie musicale d'Alain Boublil et Claude-Michel Schönberg, Les Misérables. En 1984, il incarne Jean-Édouard Vialhe, un des rôles principaux de la mini-série télévisée Des grives aux loups, saga familiale retraçant sur plus d'un demi-siècle l'impact des guerres et l'arrivée du modernisme dans la campagne corrézienne.

### Vie privée et mort
Marié à la comédienne Hélène Manesse,, Maurice Barrier est le beau-frère du peintre Claude Manesse et du comédien Philippe Manesse.
Résidant depuis 1962 à Montréal dans l'Yonne, Maurice Barrier meurt le 12 avril 2020 à l'hôpital de Montbard (Côte-d'Or), à l'âge de 87 ans, des suites de la Covid-19. Il est crématisé à Semur-en-Auxois, et ses cendres sont inhumées au cimetière de Montréal (Yonne).

## Théâtre
- 1959 : Six Personnages en quête d'auteur de Luigi Pirandello, mise en scène Guy Parigot, Comédie de l'Ouest
- 1959 : Le Pain dur de Paul Claudel, mise en scène Guy Parigot, Comédie de l'Ouest
- 1960 : Othello de William Shakespeare, mise en scène Guy Parigot, Comédie de l'Ouest
- 1960 : Le Capitaine Fracasse de Théophile Gautier, mise en scène Georges Goubert, Comédie de l'Ouest
- 1960 : Les Gueux du paradis, comédie musicale de Gaston Marie Martens et André Obey, mise en scène Maurice Jacquemont, Comédie de l'Ouest : le Garde-champêtre / le duc d'Albe
- 1961 : Ruy Blas de Victor Hugo, mise en scène Pierre Barrat, Comédie de l'Ouest
- 1961 : La Cerisaie d'Anton Tchekhov, mise en scène Guy Parigot, Comédie de l'Ouest
- 1961 : Turcaret ou le Financier d'Alain-René Lesage, mise en scène Pierre Barrat, Comédie de l'Ouest
- 1962 : Le Prince de Hombourg d'Heinrich von Kleist, mise en scène Guy Parigot, Comédie de l'Ouest
- 1962 : Les Femmes savantes de Molière, mise en scène Guy Parigot, Comédie de l'Ouest
- 1962 : Antigone de Sophocle, mise en scène Pierre Barrat, Comédie de l'Ouest
- 1963 : On ne badine pas avec l'amour d'Alfred de Musset, mise en scène Guy Parigot, Comédie de l'Ouest
- 1963 : Monsieur de Pourceaugnac de Molière, mise en scène Georges Goubert, Comédie de l'Ouest
- 1964 : Homme pour homme de Bertolt Brecht, mise en scène André Steiger, Comédie de l'Ouest
- 1964 : Richard III de William Shakespeare, mise en scène Pierre Barrat, Comédie de l'Ouest : le duc de Buckingham
- 1964 : J’écris ton nom, Liberté, conception Denise Bonal et Philippe Mercier, Comédie de l'Ouest
- 1964 : La Femme de paille de Pierre-Jakez Hélias, mise en scène Georges Goubert, Comédie de l'Ouest
- 1965 : Turcaret ou le Financier d'Alain-René Lesage, mise en scène Guy Rétoré, théâtre de l'Est parisien : le Marquis
- 1965 : Macbeth de William Shakespeare, adaptation Jean Cosmos, mise en scène Guy Rétoré, théâtre de l'Est parisien : Malcolm
- 1966 : Le Voyage de M. Perrichon d'Eugène Labiche et Édouard Martin, mise en scène Daniel Leveugle et Guy Rétoré, théâtre de l'Est parisien : Daniel Savary
- 1966 : Mesure pour mesure de William Shakespeare, adaptation Michel Arnaud, mise en scène Guy Rétoré, théâtre de l'Est parisien : Claudio
- 1967 : Les Sincères de Marivaux, mise en scène Daniel Leveugle, théâtre de l'Est parisien : Dorante
- 1967 : Le Menteur de Corneille, mise en scène Daniel Leveugle, théâtre de l'Est parisien : Philiste
- 1968 : Les Treize Soleils de la rue Saint-Blaise d'Armand Gatti, mise en scène Guy Rétoré, théâtre de l'Est parisien : Pierre Sulviviani
- 1968 : On ne sait jamais tout de Luigi Pirandello, adaptation Michel Arnaud, mise en scène Daniel Leveugle, théâtre de l'Est parisien : Prestino
- 1968 : Pour un orgueil meilleur d'après Paul Éluard et Baudelaire au miroir d'après Charles Baudelaire, conception Luc Decaunes, La Guilde de Ménilmontant
- 1969 : L'Opéra de quat'sous de Bertolt Brecht, adaptation Jean-Claude Hémery, mise en scène Guy Rétoré, théâtre de l'Est parisien : Macheath
- 1969 : La Bataille de Lobositz de Peter Hacks, adaptation Jean Cosmos, mise en scène Guy Rétoré, théâtre de l'Est parisien
- 1969 : Lorenzaccio d'Alfred de Musset, mise en scène Guy Rétoré, théâtre de l'Est parisien : Scoroconcolo
- 1970 : Major Barbara d'après George Bernard Shaw, mise en scène Guy Rétoré, théâtre de l'Est parisien : Bill Walker
- 1971 : Les Ennemis de Maxime Gorki, adaptation Arthur Adamov, mise en scène Guy Rétoré, théâtre de l'Est parisien : Sintzov
- 1971 : Le Marchand de Venise de William Shakespeare, adaptation Jean Cosmos, mise en scène Georges Werler, théâtre de l'Est parisien : Georges Werler
- 1972 : Sainte Jeanne des Abattoirs de Bertolt Brecht, mise en scène Guy Rétoré, théâtre de l'Est parisien : Graham
- 1973 : Vol au-dessus d'un nid de coucou de Dale Wasserman, mise en scène Pierre Mondy, théâtre Antoine : chef Bromden
- 1977 : L'Otage de Paul Claudel, mise en scène Guy Rétoré, Festival d'Avignon : Georges de Coûfontaine
- 1977 : La Mante polaire de Serge Rezvani, mise en scène Jorge Lavelli, théâtre de la Ville : Tchou
- 1978 : Hôtel particulier de Pierre Chesnot, mise en scène Raymond Rouleau, théâtre de Paris
- 1980 : Les Misérables, comédie musicale d'Alain Boublil et Claude-Michel Schönberg, mise en scène Robert Hossein, palais des sports de Paris : Jean Valjean
- 1981 : Le Canard sauvage de Henrik Ibsen, adaptation Gilbert Sigaux, mise en scène Lucian Pintilie, théâtre de la Ville : le docteur Relling
- 1983 : Chacun sa vérité de Luigi Pirandello, mise en scène François Périer, Comédie des Champs-Élysées
- 1986 : Le Résident de Sławomir Mrożek, mise en scène Georges Werler, théâtre des Mathurins : Alpha
- 1987 : Une chambre sur la Dordogne de Claude Rich, mise en scène Jorge Lavelli, théâtre Hébertot
- 1989 : Dans la nuit, la liberté de Frédéric Dard et Alain Decaux, mise en scène Robert Hossein, palais des Sports de Paris
- 1990 : L'Aiglon d'Edmond Rostand, mise en scène Jean-Luc Tardieu, Festival d'Anjou
- 1991-1992 : Le Vieil Hiver de Roger Planchon, mise en scène de l'auteur, TNP Villeurbanne puis Théâtre national de la Colline : le Prince de Mariac
- 1991-1992 : Fragile Forêt de Roger Planchon, mise en scène de l'auteur, TNP Villeurbanne puis Théâtre national de la Colline : le capitaine Eyriac
- 1994 : La Guerre civile de Henry de Montherlant, mise en scène Régis Santon, théâtre Silvia-Monfort puis théâtre des Célestins : Laetorius
- 1996 : En cas de meurtre de Jean-Claude Grumberg d'après Joyce Carol Oates, mise en scène Lucienne Hamon, théâtre du Rond-Point
- 1997 : Douze Hommes en colère de Reginald Rose, mise en scène Stéphan Meldegg, théâtre Marigny : Juré n°10
- 1999 : Du vent dans les branches de sassafras de René de Obaldia, mise en scène Thomas Le Douarec, théâtre Le Ranelagh
- 2001 : Petit boulot pour vieux clown de Mateï Visniec, mise en scène Patrick Pelloquet, Théâtre régional des Pays de la Loire (Cholet) : Filippo
- 2002 : Virages d'Alain Teulié, mise en scène Daniel Roussel, Studio des Champs-Élysées : le Père

## Filmographie

### Cinéma
- 1971 : Raphaël ou le Débauché de Michel Deville : Lasalle
- 1971 : Les Mariés de l'an II de Jean-Paul Rappeneau : le citoyen cocardier
- 1972 : Le Grand Blond avec une chaussure noire d'Yves Robert : Chaperon
- 1973 : Le Gang des otages d'Édouard Molinaro : Jo Franck
- 1973 : L'Histoire très bonne et très joyeuse de Colinot trousse-chemise de Nina Companeez : le marieur
- 1973 : Deux Hommes dans la ville de José Giovanni : le juge d'instruction
- 1973 : Salut l'artiste d'Yves Robert : l'acteur qui joue Al Capone
- 1975 : Flic Story de Jacques Deray : René Bollec
- 1975 : Le Gitan de José Giovanni : Jacques Helman
- 1976 : Noirs et Blancs en couleurs ou La Victoire en chantant de Jean-Jacques Annaud : Caprice
- 1977 : Le Gang de Jacques Deray : Lucien dit Le Mammouth
- 1979 : Coup de tête de Jean-Jacques Annaud : Berri, le patron du Penalty
- 1982 : Le Retour de Martin Guerre de Daniel Vigne : oncle Pierre Guerre
- 1983 : La Politesse des rois de Philippe Setbon (court-métrage) : l'hôte
- 1983 : Et vogue le navire… (E la nave va) de Federico Fellini : Ziloev
- 1983 : Le Marginal de Jacques Deray : Tonton
- 1983 : Les Compères de Francis Veber : Raffart
- 1984 : La Nuit de Santa-Claus de Vincent de Brus (court-métrage) : Santa Claus
- 1985 : Les Spécialistes de Patrice Leconte : Kovacs
- 1985 : On ne meurt que deux fois de Jacques Deray : Arthur Chalon
- 1985 : Une femme ou deux de Daniel Vigne : le maire
- 1985 : Scout toujours... de Gérard Jugnot : Marek
- 1986 : Rue du départ de Tony Gatlif : le passeur
- 1986 : Les Fugitifs de Francis Veber : le commissaire Duroc
- 1987 : Charlie Dingo de Gilles Béhat : Chinaski
- 1989 : La Vie et rien d'autre de Bertrand Tavernier : Mercadot
- 1989 : Rouget le braconnier de Gilles Cousin : le gendarme Javelle
- 1993 : Louis, enfant roi de Roger Planchon : Guitaud
- 1993 : Justinien Trouvé ou le Bâtard de Dieu de Christian Fechner : Vitou Calamar
- 1999 : Le Plus Beau Pays du monde de Marcel Bluwal : Charrier
- 2008 : Marié(s) ou presque de Franck Llopis

### Télévision

#### Téléfilms
- 1965 : Morgane ou Le prétendant d'Alain Boudet : Le capitaine
- 1966 : La Prise de pouvoir par Louis XIV de Roberto Rossellini : D'Artagnan
- 1970 : La Légende du quatrième roi de Jean-Paul Carrère (Téléfilm) : l'officier
- 1972 : M. de Maupassant ou le Procès d'un valet de chambre : Guy de Maupassant
- 1973 : Marie Dorval : Alexandre Dumas
- 1973 : Petite flamme dans la tourmente : Philippe
- 1973 : L'Équipe ou le Roman des fortifs : Bobêche
- 1974 : La Cloche tibétaine de Michel Wyn et Serge Friedman : Le colonel Chan Pu-Tang
- 1974 : La Nuit de Winterspelt : Baldi
- 1978 : Le Sacrifice : O'Brien
- 1979 : Les Fleurs fanées : Paul
- 1979 : Les Dossiers de l'écran : Staline-Trotsky : Le Pouvoir et la Révolution d'Yves Ciampi : Staline
- 1980 : Le Chat de Christine : Le pépiniériste
- 1980 : Les Dossiers de l'écran : Le Grand Fossé d'Yves Ciampi : Lucien Mérigaud
- 1981 : Quatre femmes, quatre vies : Être heureux sans le bonheur : Gérard
- 1982 : Les Nerfs à vif : Robert
- 1985 : Le Réveillon de Daniel Losset : Abel
- 1987 : Chacun sa vérité : M. Agazzi
- 1991 : Le Pénitent de Jean-Pierre Bastid
- 1991 : L'Enfant des loups de Philippe Monnier : Clotaire
- 1991 : Tango Bar de Philippe Setbon : Schneier
- 1993 : Catherine Courage de Jacques Ertaud : Magenta
- 1994 : Un jour avant l'aube de Jacques Ertaud : le lieutenant-colonel Bourgin
- 1995 : La Femme dangereuse de Gilles Béhat : Modolini
- 1999 : Voleur de cœur de Patrick Jamain : Joseph
- 2000 : L'Enfant de la honte de Claudio Tonetti : Émile
- 2002 : La Victoire des vaincus de Nicolas Picard : le grand-père
- 2004 : Le fond de l'air est frais de Laurent Carcélès : Auguste
- 2005 : Lucas Ferré : Le Plaisir du mal de Marc Angelo : Enrid

#### Séries télévisées
- 1972 : François Gaillard ou la Vie des autres de Jacques Ertaud : Serge Thomery
- 1973 : La Ligne de démarcation - épisode 9 : René (série télévisée) : René
- 1975 : Paul Gauguin de Roger Pigaut : Paul Gauguin
- 1975 : Les Cinq Dernières Minutes, épisode Le Coup de pouce de Claude Loursais : Yves Le Gouverneur
- 1978 : Les Enquêtes du commissaire Maigret, épisode : Maigret et le marchand de vin de Jean-Paul Sassy : Oscar Chabut
- 1979 : Cinéma 16 : Philippe
- 1979 : Brigade des mineurs : Pierre
- 1980 : Les Chevaux du soleil de François Villiers : Bouychou
- 1981 : Les Amours des années grises : Carlo
- 1982 : On sort ce soir : Dr. Relling
- 1983 : Fabien de la Drôme de Michel Wyn : le juge Vassières
- 1983 : Les Nouvelles Brigades du Tigre de Victor Vicas : le peintre Sourokine
- 1984 : Des grives aux loups de Philippe Monnier : Jean-Édouard Vialhe
- 1986 : M'as-tu vu ? : Paul Letellier
- 1988 : La Valise en carton : Alfredo
- 1988 : Les Cinq Dernières Minutes, épisode Le Fantôme de la Villette de Roger Pigaut : Pierre
- 1989 : David Lansky d'Hervé Palud : Angelo Sebastiani
- 1989 : Rally : Diego
- 1990 : L'Or et le Papier : J.-M. Bouvier
- 1990 : Les Cinq Dernières Minutes, épisode Saute qui peut de Bernard Choquet : Valentin
- 1994 : La Grande Collection de Claude Goretta : Mains-Rouges
- 1996 : Les Allumettes suédoises de Jacques Ertaud : Bougras
- 1996 : La Mondaine : Khamon
- 2002 : Le Grand Patron : Bastien Mauclair
- 2003 : L'Instit : César
- 2003 : La Crim' : Maurice Dumont
- 2004 : Louis la Brocante : Edgar de Bansac

## Discographie
- 1980 : Les Misérables, comédie musicale d'Alain Boublil et Claude-Michel Schönberg : Jean Valjean
- 1983 : Abbacadabra : comédie musicale pour enfants de Daniel et Alain Boublil

## Distinction
- Molières 1998 : Molière du comédien dans un second rôle pour Douze Hommes en colère